# SIG 550
SIG 550, proizvod švicarskega oborožitvenega koncerna SAN Swiss Arms (bivši SIG Arms), velja za najbolj natančno množično proizvedeno jurišno puško. Švicarska kopenska vojska jo uporablja od leta 1986 z oznako Sturmgewehr 90 (kratica Stgw.90).

## Zgodovina
Jurišna puška je bila zasnovana za natečaj švicarske kopenske vojske (1979-1980) in je razvita iz prejšnih modelov (SIG 540 in SIG 541). Leta 1983 je SIG 550 zmagala na natečaju in dobila službeno oznako Sturmgewehr 90. Toda zaradi finančnih ovir, se je začela proizvodnja in uporaba šele 1986. Hkrati je SIG 550 postavila mejnik, saj je uvedla poznejši standardni Natov naboj 5,56x45 NATO.

## Zasnova
V osnovi je SIG 550 predelana verzija SIG 540/SIG 541 jurišne puške (zmanjšala se je teža in odpravile pomanjkljivosti). Deluje podobno kot AK-47; sistem odvoda smodniških plinov, ki je povezan z valjastim vrtljivim zaklepom, ki leži na vzdolžnih vodilih na zaklepišču. Povratna vzmet se nahaja okoli vodila odvoda nad cevjo; vodilo je pritjeno z zamenljivim polnilno ročico. Nabojišče je iz stisnjene pločevine in ima dva dela, ki sta povezana s pomočjo zatičev. Sprožilni mehanizem ima tri položaje: varovalka, polavtomatsko in avtomatsko, pri čemer se lahko vstavi poseben modul, ki omogoča tudi tronabojni rafal. Zadnji merek je v obliki bobna kot pri Heckler & Kochovih jurišnih puškah. SIG 550 ima standardno Natov skrivalo plamena, ki omogoča izstreljevanje tromblonov in pritrditev bajoneta. Vsaka puška ima pritrjene tudi nožice, ki se zložijo ob strani in okostenelo kopito, ki je iz polimera. 
Vse verzije uporabljajo polprosojne nabojnike, ki imajo možnost pritrditve med seboj in tako olajšajo polnjenje (angleško reloading) med bojem. Vodilo na vrhu puške omogoča pritrditev raznih optičnih (švicarska kopenska vojska uporablja 4x povečavo) in drugih merilnih sistemov. Obstajajo različice za 5, 20 in 30 nabojev, pri čemer sta nabojnika za 20 in 30 standarna.

## Uporabniki
Kot standardno jurišno puško jo imajo le švicarske oborožene sile. V ZDA jo uporabljajo mnoge policijske službe.

## Verzije
|  |  |  |

SIG 550 proizvajajo v naslednjih različicah: 
- SIG 500 SP - civilna polavtomatska puška za izvoz na osnovi SIG 550; če je prodana v Švici ima oznako Sturmgewehr 90 PE.
- SIG 550 Sniper - ostrostrelna verzija.
- SIG 551 - karabinka s skrajšano cevjo; onemogočeno je izstreljevanje tromblonov.
- SIG 551 SP - civilna polavtomatska puška za izvoz, na osnovi SIG 551.
- SIG 551 SWAT - izvozna verzija namenjene za policijo. Opremljena je z možnostjo sprednjega ročaja, Trijicon ACOG optični namerilnik optical sight in naslonilo za ličnico na kopitu.
- SIG 552 - komandoška verzija; skrajšana verzija SIG 551 s krajšim branikom in še krajšo cevjo.

| Različica | Skupna dolžina mm | Dolžina cevi mm | Masa kg  | Nabojnik (nabojev) | Kadenca (nab.)/min |
| SIG 550   | 998 (772)         | 528             | 4.05 (?) | 20 ali 30          | 700                |
| SIG 551   | 833 (607)         | 363             | 3.3 (?)  | 20 ali 30          | 700                |
| SIG 552   | 730 (504)         | 226             | ~3 (?)   | 20 ali 30          | 780                |

```
 SIG 550 SNIPER
     1130mm
      650mm
```

- Dolžina: kopito izvlečeno (kopito uvlečeno)
- Masa: prazen nabojnik (poln nabojnik)

### vangleščini
- Swiss Arms Arhivirano 2005-04-07 na Wayback Machine.
- World.Guns.ru
- Sig-550.com Arhivirano 2005-08-24 na Wayback Machine.
- Remtek.com
- SIG 550-1 Sniper
- SIG 551 SWAT Arhivirano 2005-09-12 na Wayback Machine.

### vnemščini
- Military-page.de Arhivirano 2005-02-09 na Wayback Machine.